# Nelsons Island
Nelsons Island är en ö i ögruppen Chagosöarna i Brittiska territoriet i Indiska oceanen. Arean är 0,28 kvadratkilometer. 
Mauritius gör anspråk på ön liksom på övriga öar i territoriet.